# Муйжниекс, Оскар
Оскар Муйжниекс (латыш. Oskars Muižnieks; 9 декабря 1989) — латвийский биатлонист, лыжник, велогонщик и триатлонист. Участник зимних олимпийских игр Пхёнчхан 2018
Завершил карьеру?

## Биография
Начинал заниматься биатлоном в Алуксне и Сигулде, вместе с Андреем Расторгуевым. Участвовал в нескольких юниорских чемпионатах мира и Европы по биатлону и летнему биатлону, попадал в топ-20. Также занимался лыжным спортом, неоднократно становился победителем и призёром чемпионатов Латвии. Участник чемпионата мира по лыжным гонкам 2011 года, где занял 78-е место в спринте.
В 2012/13 году дебютировал на Кубке IBU, первую гонку провёл 5 января 2013 на четвёртом этапе в Отепя, однако в индивидуальной гонке не смог финишировать. На том же этапе в спринте стал 64-м. В 2013 году также принимал участие в чемпионате мира по биатлону, занял 112-е место в спринте и 21-е — в эстафете.
В сезоне 2013/14 не смог отобраться в сборную перед Олимпиадой в Сочи, после этого переключился на велоспорт и триатлон. Становился призёром чемпионата Европы по зимнему триатлону, призёром чемпионата Латвии по шоссейному дуатлону. Победитель веломарафона SEB MTB в Цесисе.
В сезоне 2016/17 вернулся в биатлон, а в сезоне 2017/18 регулярно участвует в Кубке мира. В гонке преследования на этапе в Анси впервые набрал очки, заняв 35-е место. Стал участником сборной Латвии на Олимпиаде в Корее.
По основной профессии — физиотерапевт.
Завершил карьеру в биатлоне, в сезоне 2017/18

### Зимние Олимпийские игры
Результаты на Олимпийских играх:
|                 | Индивидуальные соревнования | Индивидуальные соревнования | Индивидуальные соревнования | Индивидуальные соревнования | Сезон соревнований | Сезон соревнований |
| Спринт          | Преследование               | Индивидуальная Гонка        | Масс-старт                  | Эстафета                    | Смешанная эстафета |                    |
| --------------- | --------------------------- | --------------------------- | --------------------------- | --------------------------- | ------------------ | ------------------ |
| - Пхёнчхан 2018 | 66.                         | –                           | 42.                         | –                           | –                  |                    |